# Ванкевич Сергій Вікторович
Ванкевич Сергій Вікторович (нар. 06.07.1984 р. м. Житомир) — український акробат, майстер спорту міжнародного класу, чемпіон України, чемпіон Європи, абсолютний чемпіон світу зі спортивної акробатики.

## Життєпис
Сергій почав займатися акробатикою з 6 років на базі ДЮСШ № 2 м. Житомир. Його таланти помітив заслужений тренер України Валентин Дем'янюк, який фактично став наставником Сергія у спорті та відіграв вирішальну роль у формуванні його, як особистості.
У 12 років Сергій Ванкевич став членом збірної України.
Спортивне життя Сергія Ванкевича було багатим на події та змагання. У складі чоловічої акробатичної пари, пізніше у складі чоловічої четвірки, українські акробати неодноразово підкорювали найкращі майданчики в Європі та США.

## Man's World

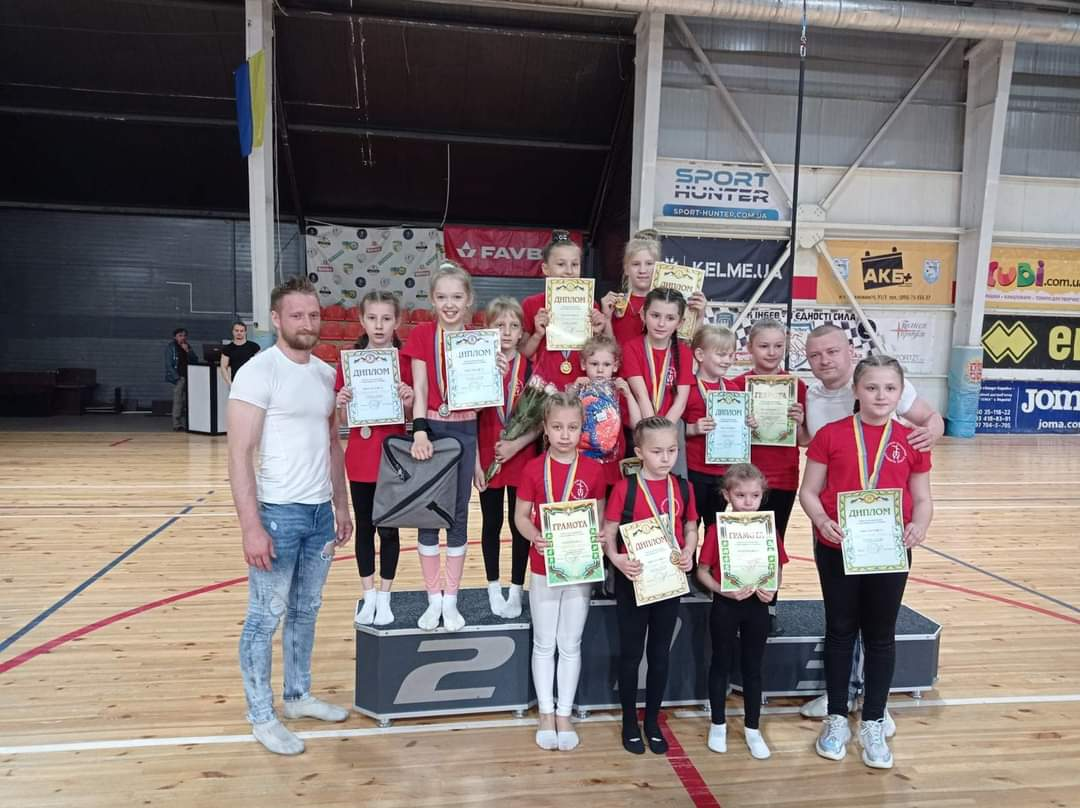
Перший міський чемпіонат зі спортивної акробатики Vankevych-Demyanyuk acrobatic School, 2021

У 2010 році Сергій створив групу з 4-ох акробатів під назвою Man's World, де він був і є до цього часу керівником та ідейним натхненником. Man's World неодноразово зривали овації на всесвітньо відомих сценах, в театрах та на відкритих майданчиках, таких як Germany's Circus Roncalli (Німеччина), The Salieri Festival (Італія), GOP Varieté-Theatern (Німеччина), Gardaland (Італія), Circus De Noel France (Франція), Alcatraz (США).

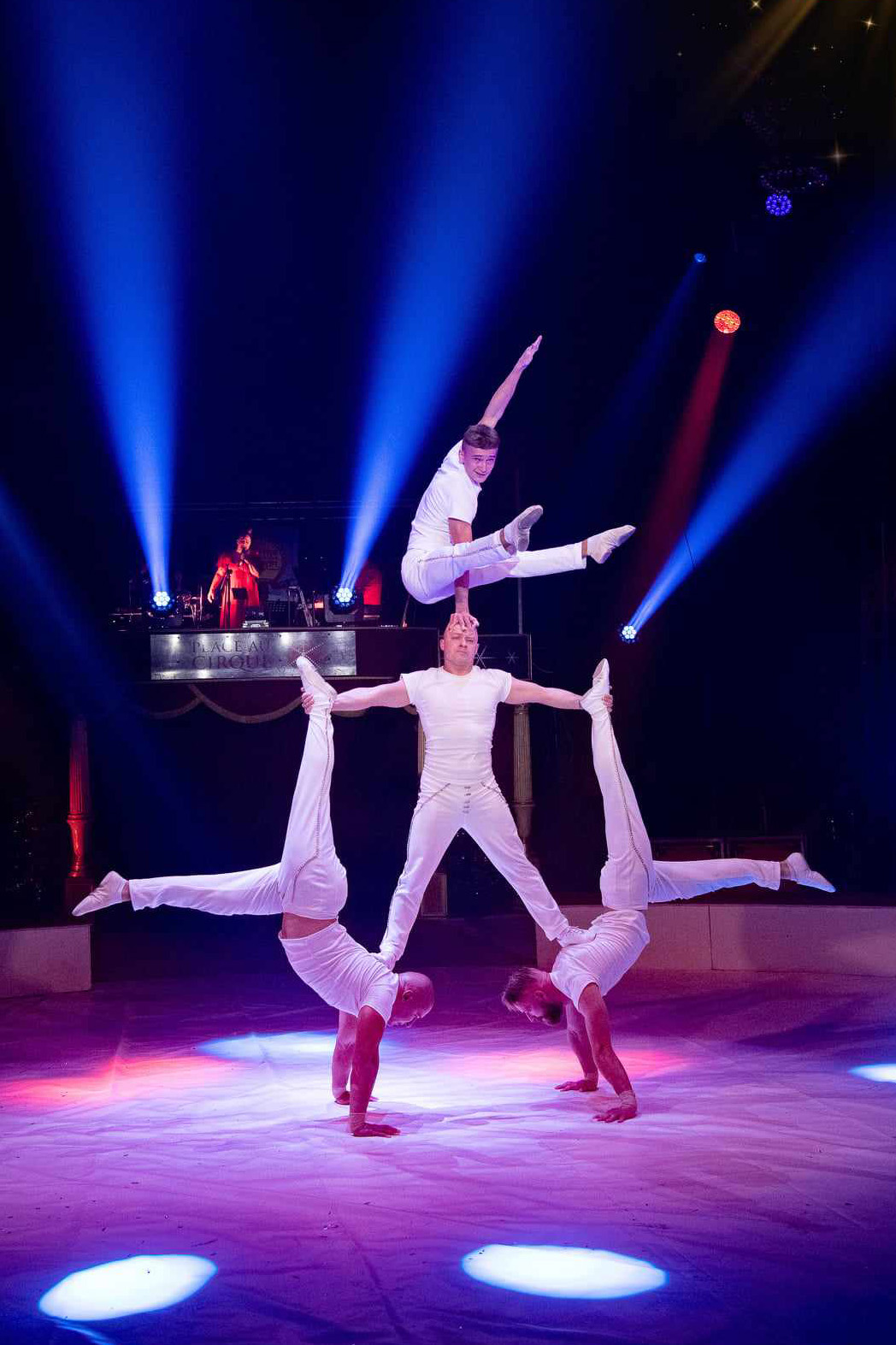
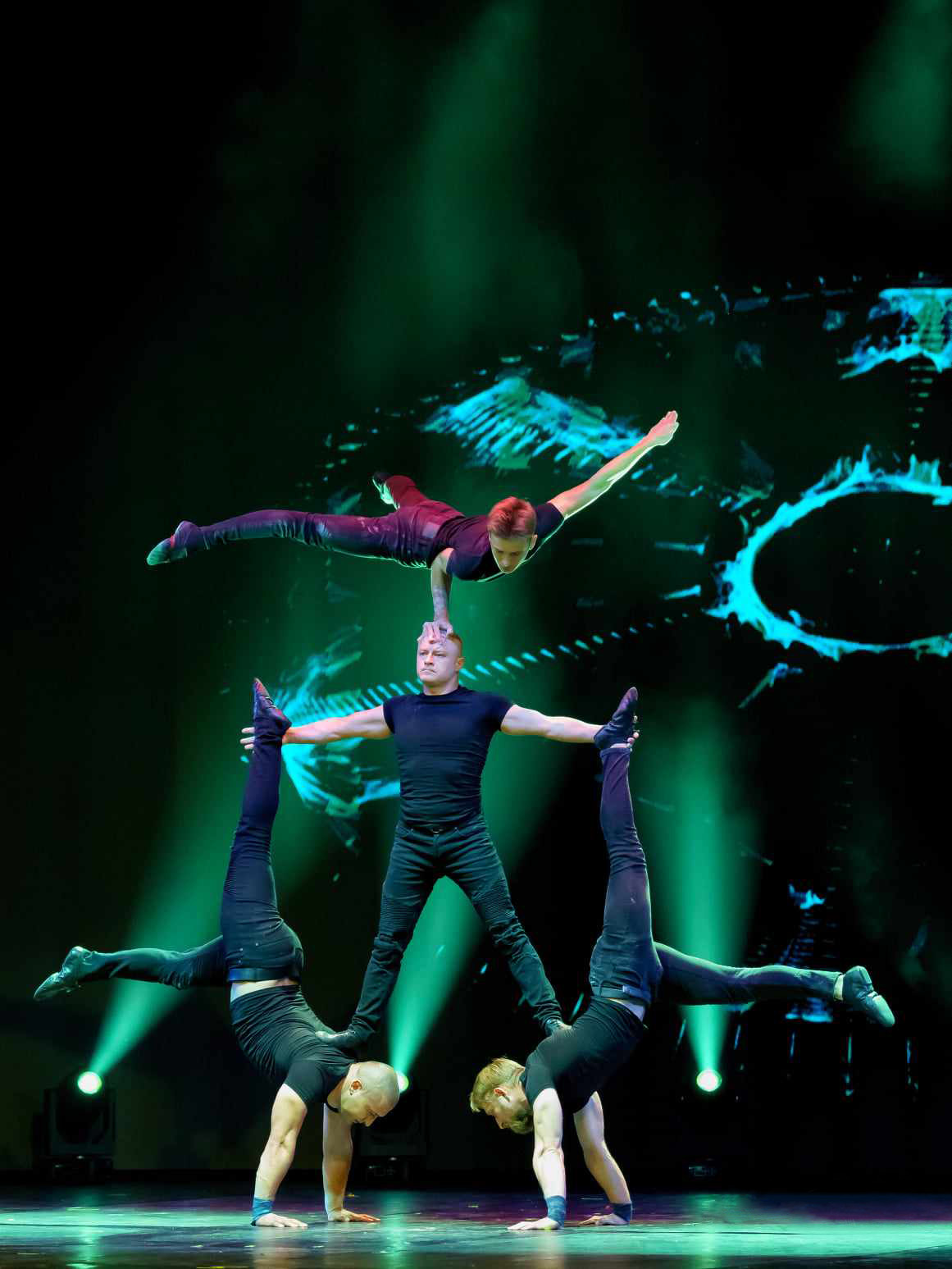

## Vankevych-Demyanyuk acrobatic school
У 2020 році у місті Житомир Сергій Ванкевич заснував школу акробатики та назвав її на честь свого першого і єдиного тренера Валентина Дем'янюка.
У 2021 році Сергій Ванкевич став організатором першого міського чемпіонату з акробатики.

## Досягнення
Абсолютний чемпіон Європи, Зелена Гура, Польща
Абсолютний чемпіон світу зі спортивної акробатики, Гонолулу, Гаваї
Майстер спорту України
Майстер спорту міжнародного класу
Багатократний чемпіон України

## Особисте життя
Одружений, спільно з дружиною виховують двох дітей.

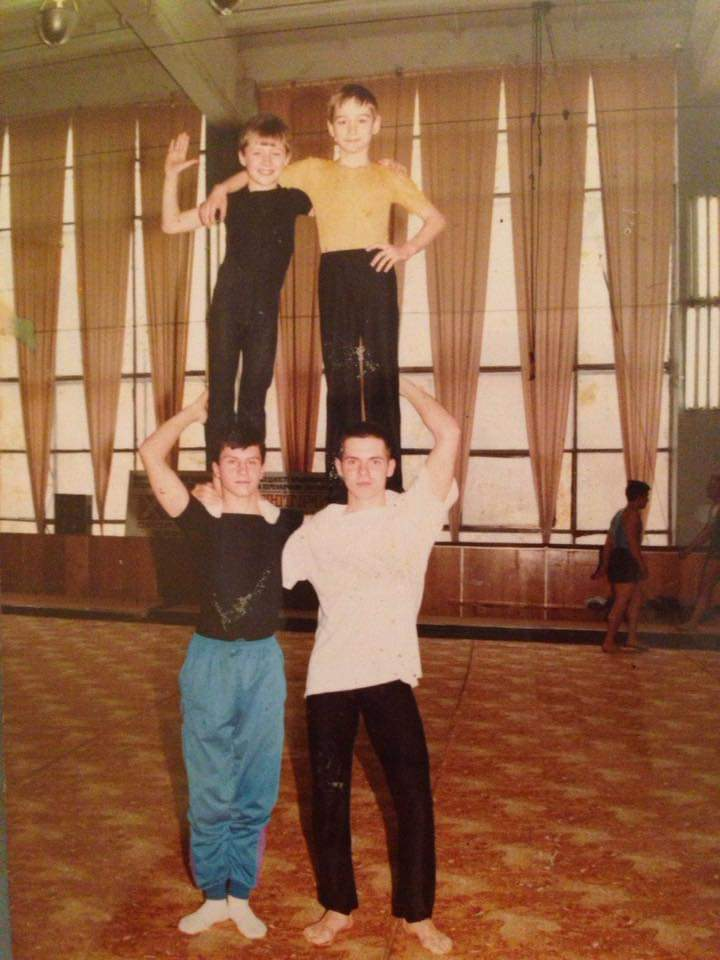
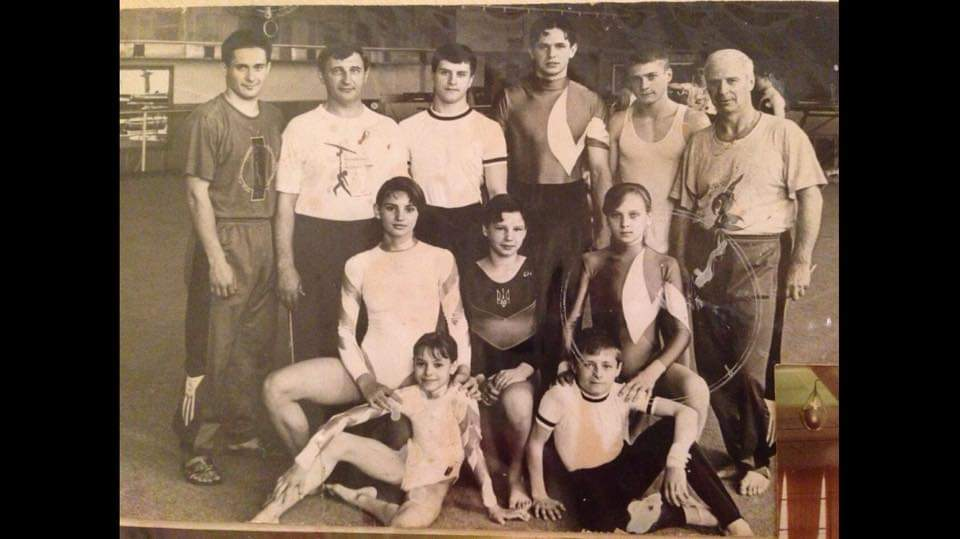
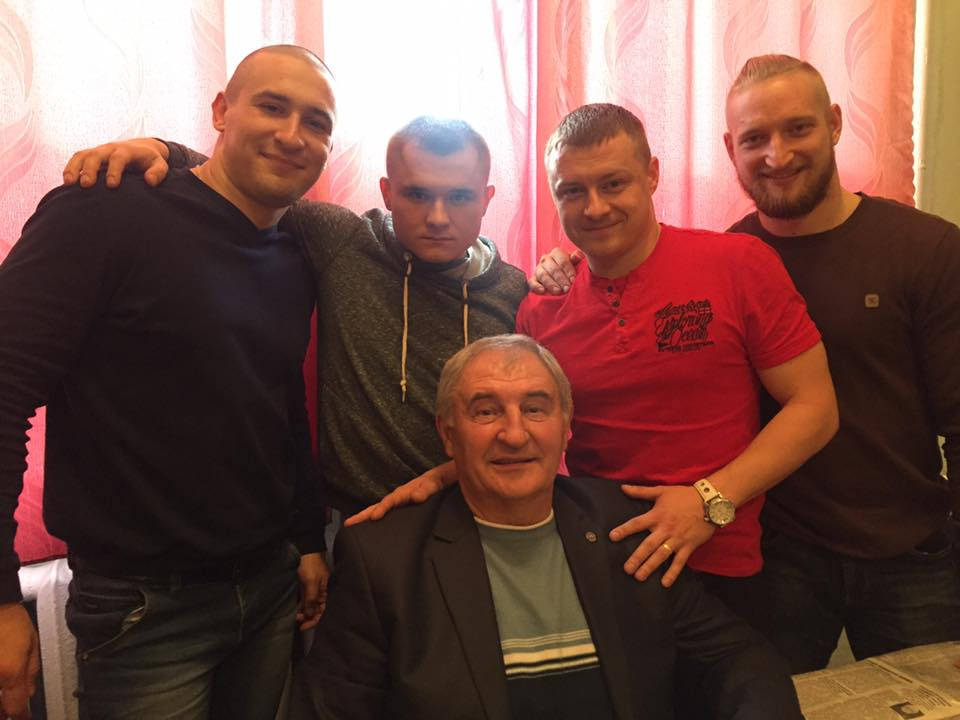
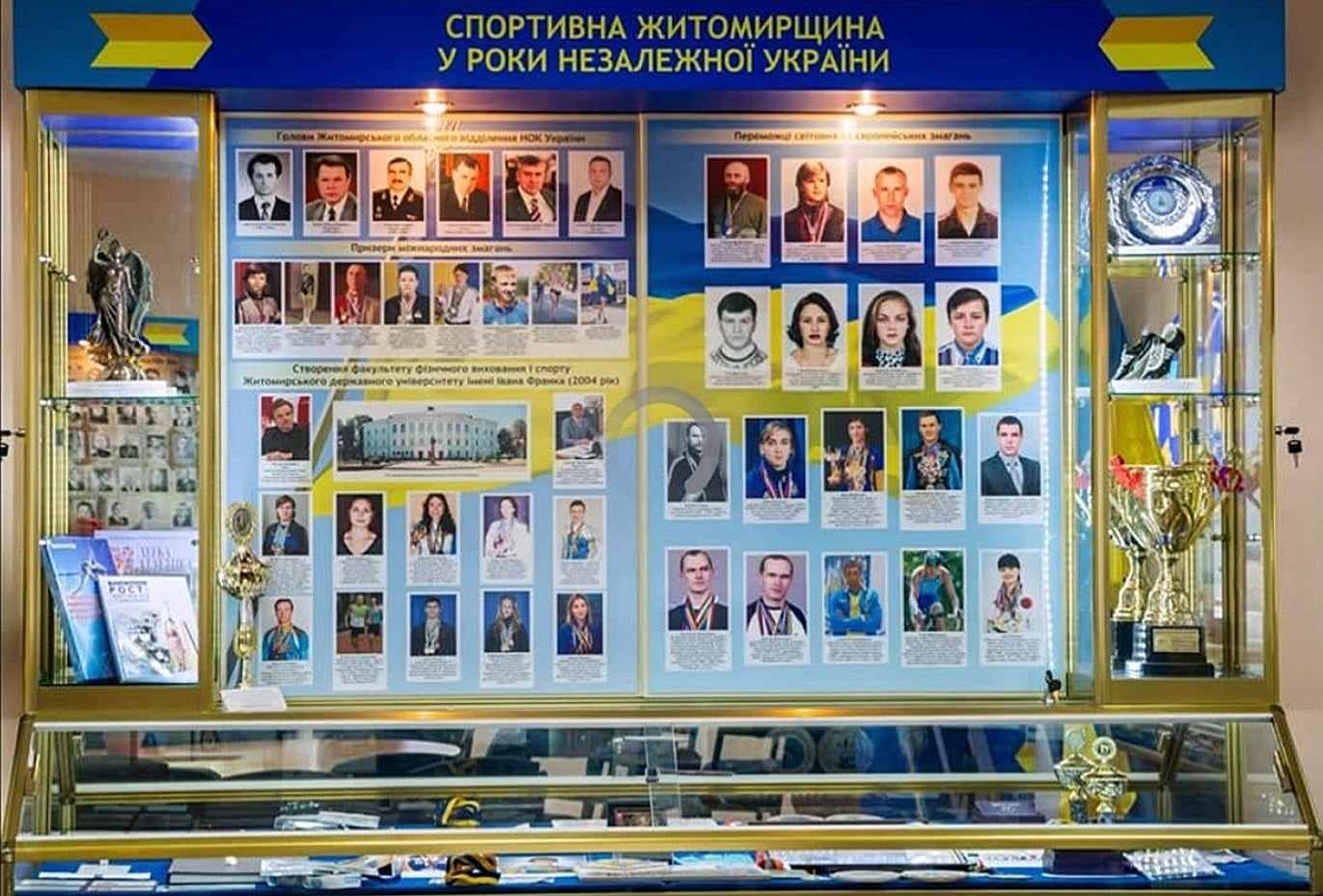
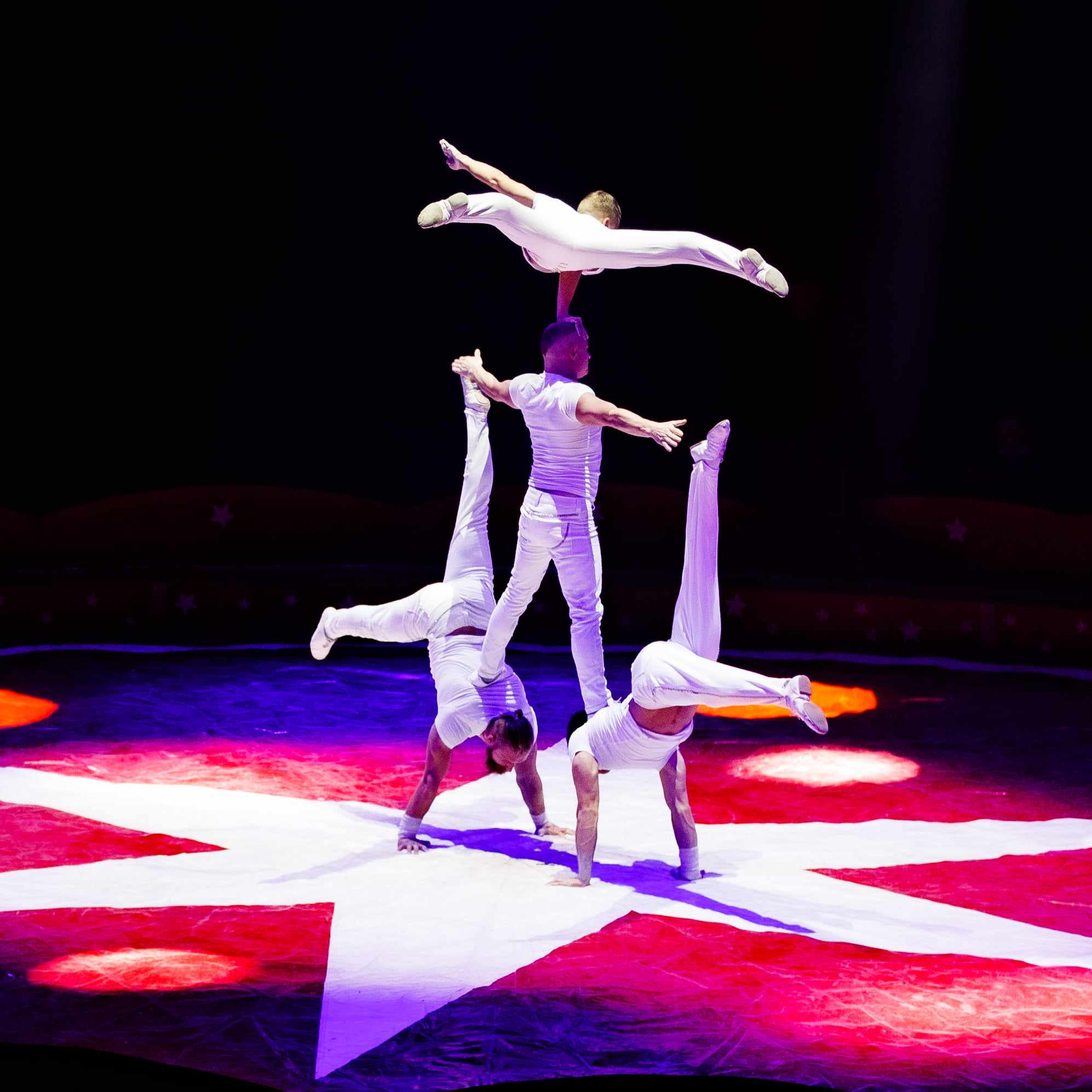
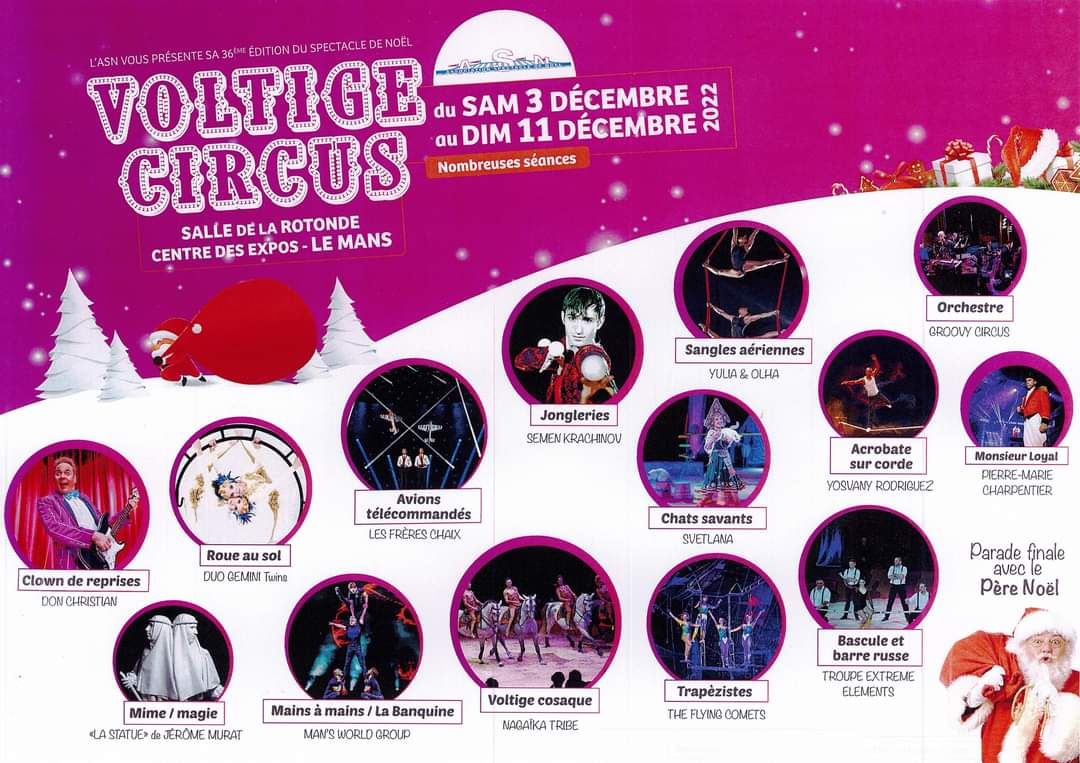
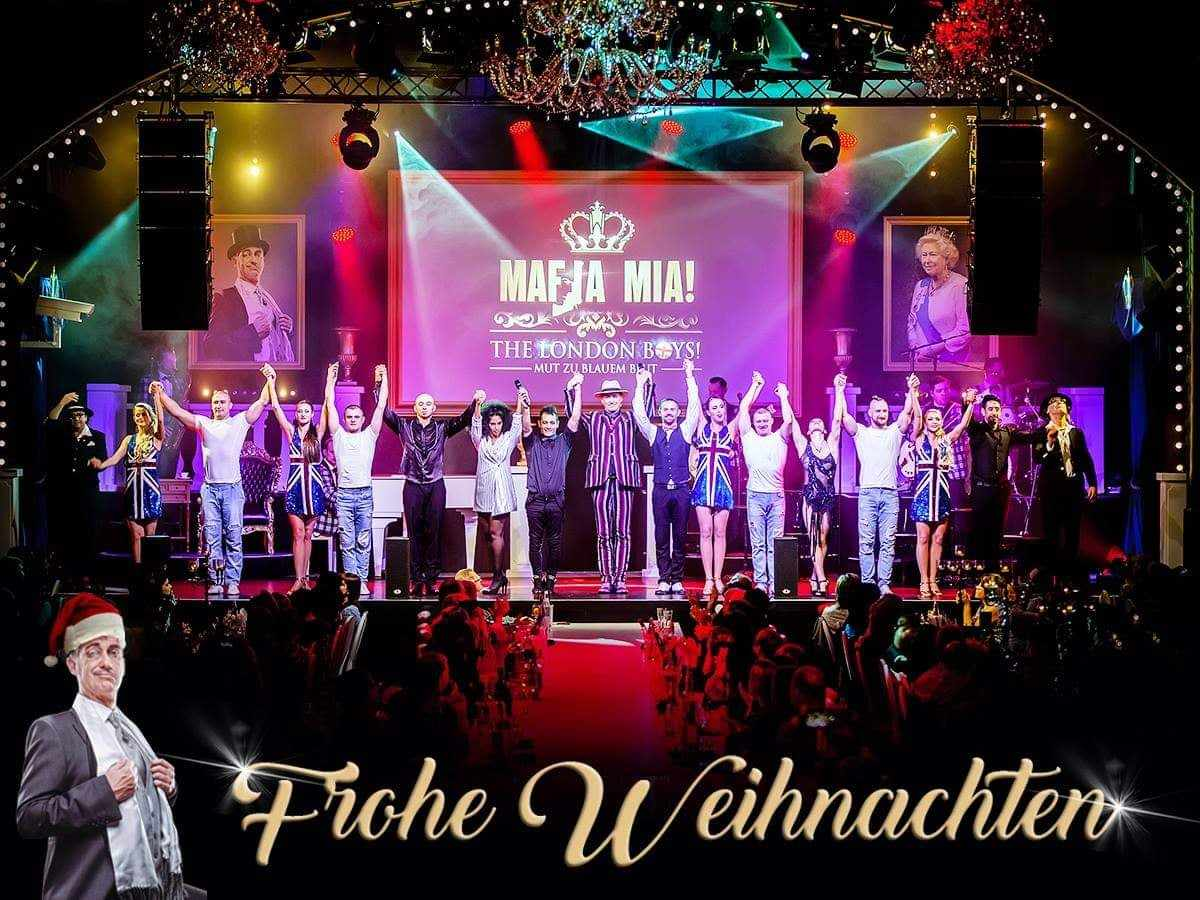
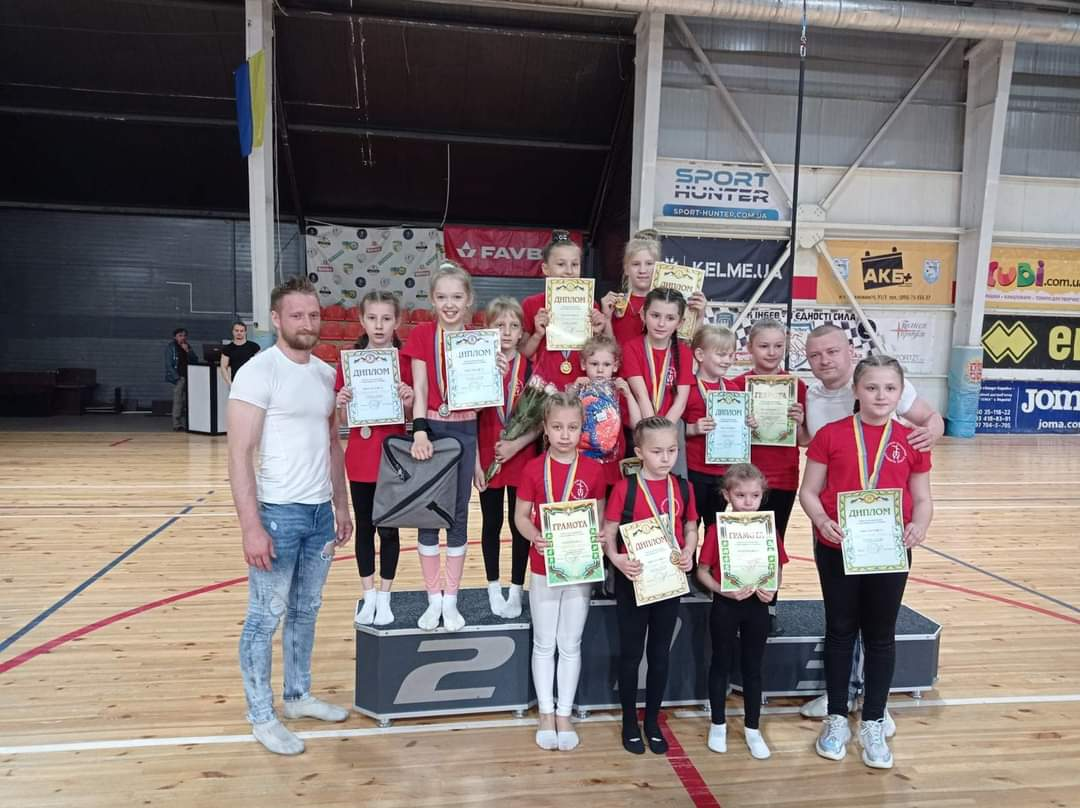

- Файл:Після_виступу_на_змаганнях,_Сергій_Ванкевич_зліва_верхній.jpg
- Файл:Вихованці_заслуженого_тренера_України_Валентина_Дем'янюка.jpg
- Файл:Колектив_Man's_World_з_Заслуженим_тренером_України_Валентином_Дем'янюком,_Житомир,_2015.jpg
- Файл:Спортивна_Житомирщина_у_роки_незалежності,_ЖДУ_ім._І.Я._Франка.jpg
- Файл:Le_Mans_France,_2022.jpg
- Файл:Voltige_Circus,_Le_Mans,_France,_2022.jpg
- Файл:Gala_concert_Frohe_Weihnachten,_2017.jpg
- Файл:Vankevych-Demyanyuk_acrobatic_School.jpg